# Glacialisaure
Glacialisaurus és un gènere de sauropodomorf que visqué a principis del Juràssic de l'Antàrtida. Se'l coneix d'una pota posterior.